# Taixing
Taixing (泰兴 ; pinyin : Tàixīng) est une ville de la province du Jiangsu en Chine. C'est une ville-district placée sous la juridiction de la ville-préfecture de Taizhou.

## Géographie
La ville est localisée dans le delta du Yangzi Jiang.

### Environnement
Il existe de fortes pollutions, par exemple des dépôts d'ordures chimiques, dans un secteur d'industries chimiques.

## Démographie
La population du district était de 1 284 923 habitants en 1999.